# Roman Ier de Moldavie
Roman Ier de Moldavie (roumain : Roman) fut voïvode de Moldavie de décembre 1391 à mars 1394. La monarchie étant élective dans les principautés roumaines (comme en Hongrie et Pologne voisines), le prince (voïvode, hospodar ou domnitor selon les époques et les sources) était élu par et parmi les boyards et, pour être nommé, régner et se maintenir, s'appuyait fréquemment sur les puissances voisines, hongroise, polonaise ou ottomane.

## Origine
Il était le second fils de Costea Mușat et de Mușata la fille de Bogdan Ier.

## Règne

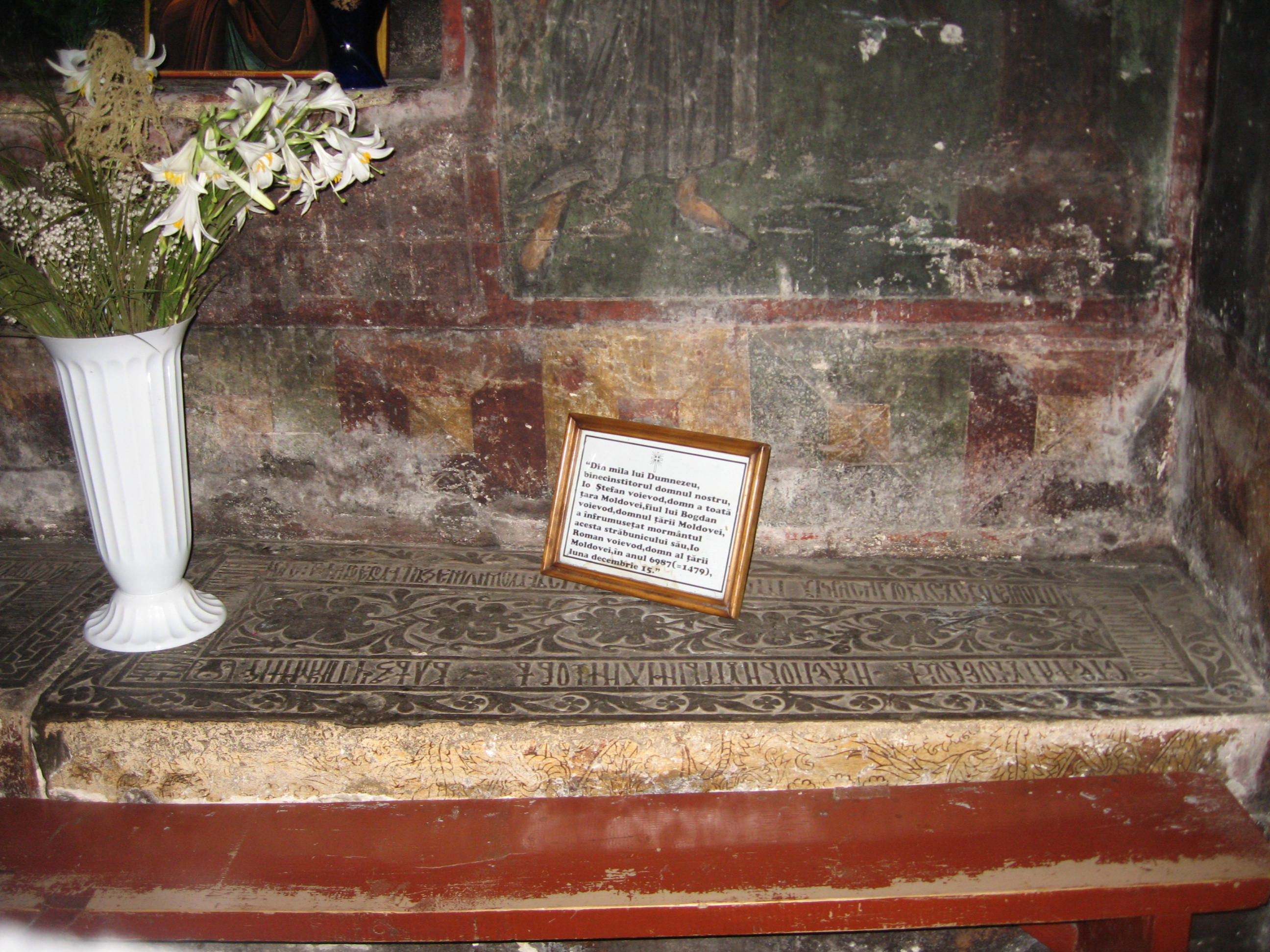
Tombe de Roman Ier (Mănăstirea Bogdana)

Roman Mușat succède comme prince de Moldavie à son frère Petru II de Moldavie
Roman Ier fut le premier à s'intituler dans un acte de donation du 30 mars 1392 : « Grand et unique souverain, esclave de Dieu, moi Ioan Roman voïvode, régnant sur la Moldavie, des montagnes (Carpates) à la Grande Mer ».
Comme son prédécesseur, il est un vassal du souverain polonais Ladislas II Jagellon auquel il rend hommage le 5 janvier 1393, mais cela ne fait pas de la Moldavie, comme l'affirment par erreur certains auteurs, une province polonaise ou un fief du roi de Pologne. La preuve en est qu'à la fin de la même année et au début 1394, il soutint Fiodor Koriatovych, le prince de Podolie dans sa guerre contre Ladislas de Pologne et le grand-duc lituanien Vytautas. Après leur défaite à Braclaw, Roman qui avait occupé la Pocoutie est contraint au début de 1395 dans des circonstances obscures de céder son trône à Étienne Ier.
Le prince Roman Ier a contribué à la fondation de la ville de Roman, nommée ainsi en son honneur. Il semble que Roman Ier ait entretenu de bonnes relations avec son voisin Mircea Ier de Valachie car c'est dans le pays de ce dernier que son fils et héritier Alexandre s'était réfugié avant qu'avec l'aide de Mircéa Ier il ne monte sur le trône de Moldavie en 1400. C'est sous le règne de Roman Ier que la Moldavie, située entre les Carpates et le Dniestr, reçoit de Mircea Ier une bande de terres valaques situées sur les rives du Danube et de la Mer Noire, avec les ports de Galați, Reni, Izmaïl et Chilia, appelée alors « Bessarabie », en référence à la dynastie des Basarab à laquelle appartenait Mircea Ier. 
Le pince Roman Ier est inhumé dans l'église Bogdana de Rădăuți, nécropole des premiers princes de Moldavie.

## Union et postérité
Roman Ier avait épousé une princesse Anastasia (morte le 16 septembre 1408) .
dont il eut :
- Alexandre
- Bogdan, Jupân et corégent 1400 au 8 mars 1407.